# 국제해상인명안전협약
국제해상인명안전협약(國際海上人命安全協約)의 정식명칭은 ‘1974년 해상에서의 인명안전을 위한 국제협약(SOLAS, 1974)’이다. 약칭하여 SOLAS 협약이라고도 한다. 1974년 11월 1일 런던에서 작성되어, 1980년 5월 25일 발효되었다. 대한민국은 1981년 3월 31일 발효되었다.